# Жировниця (община)
Община Жировниця (словен. Občina Žirovnica) — одна з общин в північно-західній  Словенії. Адміністративним центром є місто Жировниця.

## Населення
У 2010 році в общині проживало 4331 осіб, 2170 чоловіків і 2161 жінок. Чисельність економічно активного населення (за місцем проживання), 1734 осіб. Середня щомісячна чиста заробітна плата одного працівника (EUR), 907,11 (в середньому по Словенії 966.62). Приблизно кожен другий житель у громаді має автомобіль (55 автомобілів на 100 жителів). Середній вік жителів склав 42,2 роки (в середньому по Словенії 41.6). 